# خلیج تاجوره
خلیج تاجوره (انگلیسی: Gulf of Tadjoura) خلیجی است در اقیانوس هند واقع در شاخ آفریقا. خلیج تاجوره در جنوب تنگه باب‌المندب و در ورودی دریای سرخ واقع شده‌است. این خلیج مناطق ماهیگیری بسیار، صخره‌های مرجانی گسترده، و صدف‌های مروارید فراوانی دارد. بیشتر خط ساحلی آن در کشور جیبوتی قرار گرفته، اما ساحل کوتاهی از این خلیج نیز در جنوب در قلمرو سومالی واقع شده‌است.
نمکزارها، جنگل‌های حرا و بسترهای علف دریایی از زیستگاه‌های جانوری خلیج تاجوره هستند.